# Македонска трибуна
„Македонска трибуна“ е вестник, издаван на български и английски език, излизащ в гр. Индианаполис, щата Индиана от 1927 г. до днес.
Създаден е от емиграцията от Македония в Съединените американски щати и Канада, групирана около Македонската патриотична организация.
В миналото прокарва идеята, че македонските славяни са българи. Съвременната МПО и вестник „Македонска трибуна“ подкрепят независимата македонска държава и са обвързани в промакедонска защита в САЩ и Канада.
Съветът на директорите на МПО не признава както МПО „Любен Димитров“, така и издавания от него едноименен вестник „Македонска трибуна“.

## Редактори
- 1. Борис Зографов
- 2. Асен Аврамов
- 3. Любен Димитров
- 4. Борислав Иванов
- 5. Христо Низамов
- 6. Антон Попов
- 7. Димитър Попов
- 8. Дори Ацева
- 9. Иван Лебамов
- 10. Любомир Тодоров
- 11. Пол Симов
- 12. Вирджиния Низамов Сърсо
- 13. Лари Лабро Королов
- 14. Боян Лазаревски[6]